# 周秉声
周秉声（1931年11月—），笔名吉禾耳，男，江苏泰州人，中国书法家、画家，曾任中国书法家协会理事。